# Campionato mondiale di scherma 1963
Il Campionato mondiale di scherma del 1963 si è svolto a Danzica in Polonia. Le competizioni sono iniziate il 14 luglio e sono terminate il 28 luglio 1963.
Sono stati assegnati 2 titoli femminili e 6 titoli maschili:
- femminile
  - fioretto individuale
  - fioretto a squadre
- maschile
  - fioretto individuale
  - fioretto a squadre
  - sciabola individuale
  - sciabola a squadre
  - spada individuale
  - spada a squadre

## Risultati

### Uomini
| Evento                          | Oro                                                                                       | Argento                                                                                      | Bronzo                                                                                       |
| Spada                           |                                                                                           |                                                                                              |                                                                                              |
| Spada individuale (dettagli)    | Roland Losert                                                                             | Yves Dreyfus                                                                                 | Guram Kostava                                                                                |
| Spada a squadre (dettagli)      | Polonia Bogdan Gonsior Bohdan Andrzejewski Henryk Nielaba Ryszard Parulski Jerzy Strzałka | Francia Yves Dreyfus Jacques Guittet Armand Mouyal Claude Bourquard René Queyroux            | Ungheria Árpád Bárány Tamás Gábor István Kausz Győző Kulcsár Zoltán Nemere                   |
| Fioretto                        |                                                                                           |                                                                                              |                                                                                              |
| Fioretto individuale (dettagli) | Jean-Claude Magnan                                                                        | Ryszard Parulski                                                                             | Egon Franke                                                                                  |
| Fioretto a squadre (dettagli)   | Unione Sovietica Mark Midler Viktor Ždanovič German Svešnikov Jurij Rudov Jurij Šarov     | Polonia Witold Woyda Egon Franke Ryszard Parulski Henryk Nielaba Janusz Różycki              | Francia Guy Barrabino Jacques Courtillat Jean-Claude Magnan Daniel Revenu Pierre Rodocanachi |
| Sciabola                        |                                                                                           |                                                                                              |                                                                                              |
| Sciabola individuale (dettagli) | Jakov Ryl'skij                                                                            | Jerzy Pawłowski                                                                              | Wladimiro Calarese                                                                           |
| Sciabola a squadre (dettagli)   | Polonia Jerzy Pawłowski Wojciech Zabłocki Andrzej Piątkowski Emil Ochyra Ryszard Zub      | Unione Sovietica Umjar Mavlichanov Nugzar Asatiani Mark Rakita Jakov Ryl'skij Valerij Žitnyj | Ungheria Péter Bakonyi Attila Kovács Miklós Meszéna Tibor Pézsa József Scerencses            |

### Donne
| Evento                          | Oro | Argento                                                                                                  | Bronzo                                                                          |
| Fioretto                        | | |                                                                                 |
| Fioretto individuale (dettagli) | Ildikó Rejtő | Lídia Dömölky-Sákovics                                                                                   | Katalin Juhász-Nagy                                                             |
| Fioretto a squadre (dettagli)   | Unione Sovietica Galina Gorochova Aleksandra Zabelina Alla Šepeleva Diana Nikančikova Tat'jana Petrenko-Samusenko | Ungheria Magdolna Nyári-Kovács Katalin Juhász-Nagy Ildikó Rejtő Lídia Dömölky-Sákovics Katalin Szalontay | Italia Bruna Colombetti Giovanna Masciotta Antonella Ragno Natalina Sanguinetti |

## Medagliere
| Posizione | Nazione          |   |   |   | Totale |
| --------- | ---------------- | - | - | - | ------ |
| 1         | Unione Sovietica | 3 | 1 | 1 | 5      |
| 2         | Polonia          | 2 | 3 | 1 | 6      |
| 3         | Ungheria         | 1 | 2 | 3 | 6      |
| 4         | Francia          | 1 | 2 | 1 | 4      |
| 5         | Austria          | 1 | 0 | 0 | 1      |
| 6         | Italia           | 0 | 0 | 2 | 2      |
| Totale    | Totale           | 8 | 8 | 8 | 24     |